# Юань (империя)
Импе́рия Юа́нь ( монг. Их Юан Улс, Великое Юаньское государство,  Dai Ön Yeke Mongghul Ulus; кит. упр. 元朝, пиньинь Yuáncháo) — монгольское государство, основной частью территории которого был Китай (1271—1368). Основано внуком Чингисхана, монгольским ханом Хубилаем, который завершил завоевание Китая в 1279 году. Империя пала в результате восстания Красных повязок в 1351—1368 годах. Официальная китайская история этой империи записана при последующей империи Мин и носит название «Юань ши». 
Хотя монголы десятилетиями правили территориями, включающими современный Северный Китай, только в 1271 году Хубилай-хан официально провозгласил основание государства в традиционном китайском стиле, и завоевание не было завершено до 1279 года, когда Южная Сун потерпела поражение в битве при Ямынь. К этому времени владения Хубилай-хана были изолированы от других монгольских ханств и включали в себя большую часть современного Китая, а также прилегающие к нему территории, включая современную Монголию. Основанная им империя Юань стала первым государством с династией некитайского происхождения, правившей всем Китаем, и просуществовала до 1368 года, когда империя Мин нанесла ей решительное поражение. Но и после этого Чингизиды, отступив на свою историческую монгольскую родину, продолжали править в государстве, которое стало известно как Северная Юань.

## История

### Предыстория

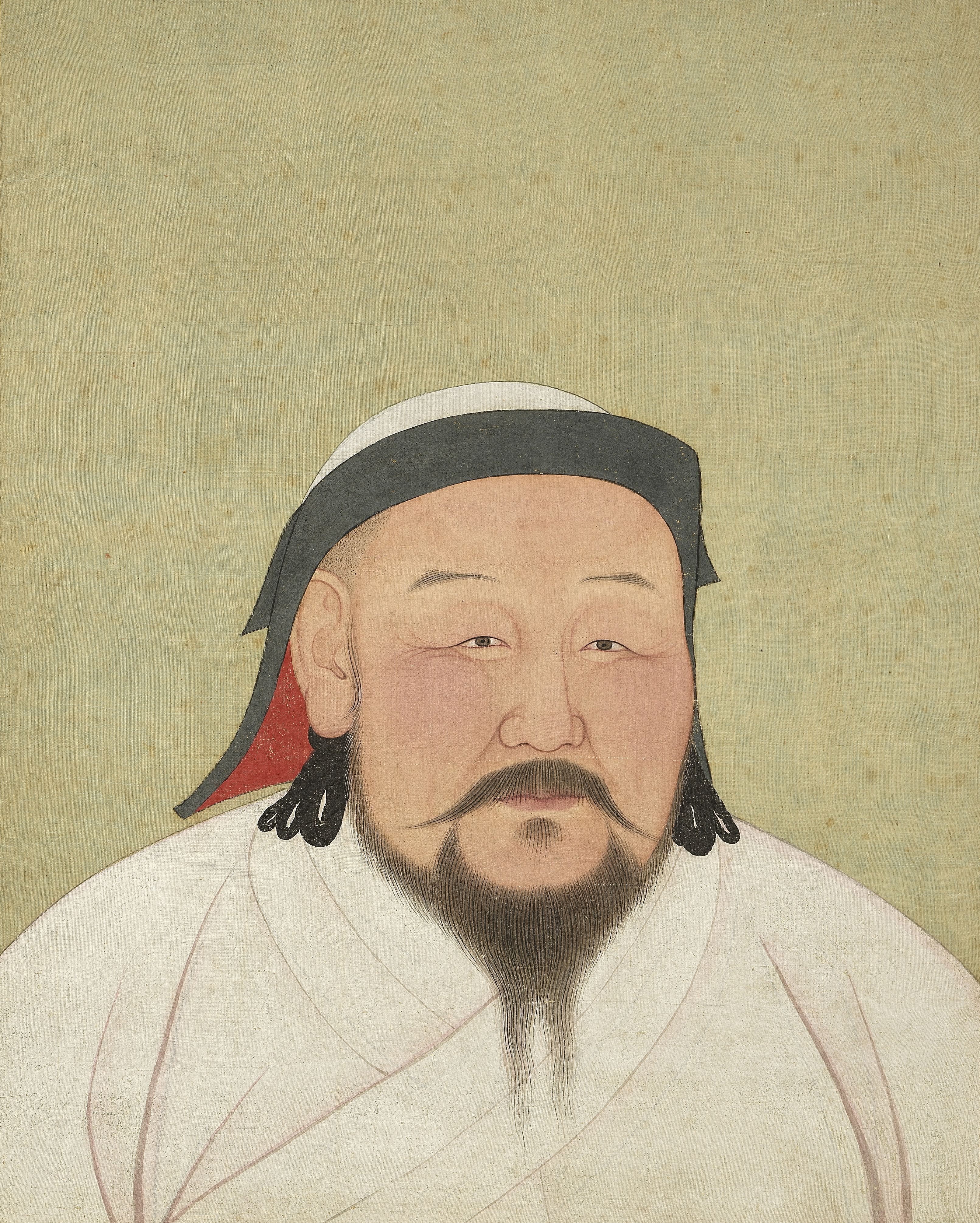
Хан Хубилай

В 1259 году, когда умер великий хан Мункэ, его брат Хубилай воевал с империей Сун в Южном Китае, а Ариг-Буга, их третий брат, управлял монгольскими землями («коренным юртом»). Курултай, состоявшийся в Каракоруме, столице Монгольской империи, провозгласил Ариг-Бугу великим ханом. Узнав об этом, Хубилай прервал свою китайскую кампанию. Он собрал другой курултай в своей ставке в городе Кайпин (Шанду в современной Внутренней Монголии), и в 1260 году был провозглашен великим ханом. Тем не менее, собрание, созваное Хубилаем, считается незаконным с точки зрения монгольской традиции наследования трона: у государства уже был законный великий хан, Ариг-Буга, пребывавший в исконной столице. Кроме того, указывается, что Хубилай широко использовал подкуп князей.
Хубилай объявил Ариг-Бугу узурпатором и, по китайскому обычаю, провозгласил девиз правления «Чжунтун» (кит. 中統). В соответствии с китайской исторической традицией, Хубилай получил титул императора (хуан-ди), хотя китайская империя Сун в то время ещё сопротивлялась ему в Южном Китае. В 1261—1264 годах он воевал против Ариг-Буги, и в конечном итоге Ариг-Буга потерпел поражение и сдался Хубилаю. У Хубилая больше не было соперников.
Однако правители Улуса Джучи и Чагатайского улуса не признали Хубилая великим ханом. Конфликты между Хубилаем и Хайду, восстановившим улус Угэдэя, длились в течение нескольких десятилетий, вплоть до начала XIV века. Хулагу, ещё один брат Хубилая, управлявший своим ильханством, приносил присягу великому хану, но в действительности создал автономное государство, а после воцарения в 1295 году Газан-хана, преемник Хубилая Тэмур отправил ему печать, дававшую формальные полномочия основать государство и править его народом. Четыре улуса никогда более не объединялись под общим правлением, хотя великих ханов признавали правители государства Хулагуидов и Золотой Орды, крупнейших осколков империи.

### Основание империи
Хубилай-хан перенял много обычаев от предыдущих китайских империй. С ранних лет у него было несколько китайских наставников. Они не только объясняли ему китайскую историю и идеологию, но и постоянно давали советы по вопросам управления.
После победы в войне против Ариг-Буги Хубилай начал правление с большой уверенностью в себе. В 1264 году он перенёс свою штаб-квартиру ближе к бывшей столице империи Цзинь. В 1266 году он приказал построить новую столицу на месте, которое в настоящее время занимает город Пекин. В период Цзинь город назывался Чжунду, а в 1272 году он стал известен как Даду по-китайски, Дайду для монголов, и Ханбалык для тюрков. Ещё в 1264 году Хубилай решил изменить девиз правления с Чжунтун (中統) на Чжиюань (至元). Желая властвовать над всем Китаем и претендуя на небесный мандат, Хубилай провозгласил в 1271 году новую империю Юань, правившей всем Китаем. В 1272 году Даду официально стал столицей империи Юань.
В начале 1270-х годов Хубилай начал массированное наступление против империи Сун в Южном Китае. К 1273 году Хубилай блокировал Янцзы флотом и усилил нажим на Сянъян, последнее препятствие для захвата богатого бассейна Янцзы. В 1275 году сунская армия в 130 000 человек под командованием Цзя Сыдао потерпела поражение от Юань. К 1276 году большая часть территории Южной Сун была захвачена Юанем. В 1279 году юаньская армия под командованием китайского генерала Чжана сломила последнее сопротивление в битве при Гуанчжоу, знаменующей собой окончание Южной Сун и начало единого Китая. Империи Юань традиционно отдают должное за воссоединение Китая после нескольких сотен лет разделения со времён империи Тан.
После основания империи Хубилай-хан оказался под давлением многих советников, требовавших дальнейшего расширения сферы влияния Юань через выстраивание традиционной китаецентристской системы даннических отношений. На это было затрачено большое количество человеческих и финансовых ресурсов. Тем не менее, попытки установить такие отношения получили отпор, и экспедиции в Японию (1274 и 1281), Дайвьет и Тямпу (дважды в 1280-е), и на Яву (1293) не имели успеха. Хубилай учредил марионеточное государство в Мьянме, что вызвало анархию, а также многие проблемы в этом регионе.

### Правление Хубилая
В отличие от своих предшественников, Хубилай учредил правительство с учреждениями, напоминающие учреждения прежних китайских империй, и провёл реформы для поддержания его централизованного правления.

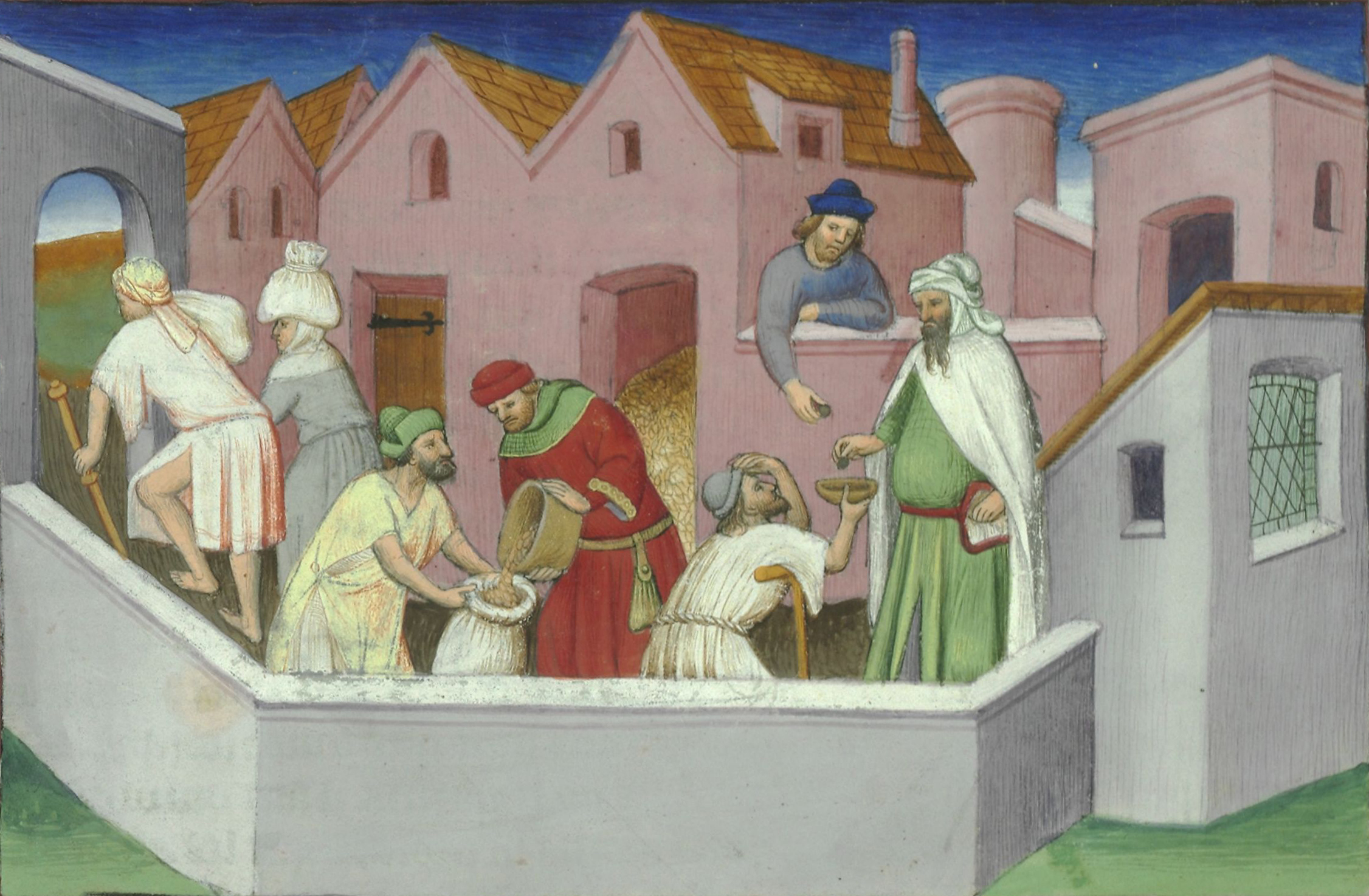
Помощь бедным в Китае. Миниатюра из «Книги о великом хане» (ок. 1330)

Хубилай-хан укрепил свою власть путём централизации правительства Китая — делая себя (в отличие от его предшественников) абсолютным монархом. Он разделил свою империю на «провинции», примерно в два-три раза крупнее современных китайских провинций, и эта структура правительства на уровне провинций стала моделью для последующих империй Мин и Цин. Хубилай-хан также реформировал многие другие государственные и экономические институты, особенно налоговую систему. Он стремился управлять Китаем через традиционные институты, а также признал, что для того, чтобы законы Китая выполнялись, он должен использовать китайских советников и чиновников, хотя он никогда не полагался на них полностью. Тем не менее, ханьцы подвергались дискриминации политически. Почти все важные центральные пути сообщения были монополизированы монголами. По сути, общество было разделено на четыре класса: монголы, сэму («разные», например, мусульмане из Средней Азии и Персии), северные китайцы (ханьжэнь), южные китайцы (наньжэнь). Хубилай улучшил сельское хозяйство Китая, расширив Великий канал, дороги и общественные амбары. Марко Поло благожелательно описывает его правление: освобождение населения от налогов в трудные времена, строительство больниц и детских домов, распределение продовольствия среди нищих.
Он поощрял науку и религию, поддерживал торговлю по Шёлковому пути, делая возможными контакты между китайскими технологиями и западными. До встречи с Марко Поло Хубилай-хан встретил Никколо и Маттео Поло, отца и дядю Марко. После беседы с ними Хубилай проявил большой интерес к латинскому миру, особенно к христианству, и передал письмо, адресованное папе римскому. Путешествия Марко Поло позже вдохновят многих других, в частности Колумба, искать путь в Срединное царство.

Юаньская банкнота 1287 года (справа) и её печатная форма

В 1273 году Хубилай ввёл в обращение банкноты, известные как чао (钞). Бумажные деньги выпускались и использовались в Китае и до Юань; к 960 году империя Сун, испытывая недостаток меди для чеканки монет, выпустила первые банкноты, находившиеся во всеобщем обращении. Однако во времена Сун бумажные деньги использовали наряду с монетами. Юань была первой империей, использовавшей бумажные деньги в качестве преобладающего средства обращения. При Юань банкноты изготовлялись из бумаги, полученной из коры шелковицы.
Хотя Хубилай претендовал на номинальную верховную власть над остальными улусами Монгольской империи, но интересовал его исключительно Китай. С самого начала правления Хубилая три остальные ханства Монгольской империи стали де-факто независимыми и лишь одно признавало его в качестве хагана. К моменту смерти Хубилай-хана в 1294 году этот раскол углубился, хотя императоры Юань номинально являлись Великими ханами до падения их владычества в Китае.

### Наследники Хубилая

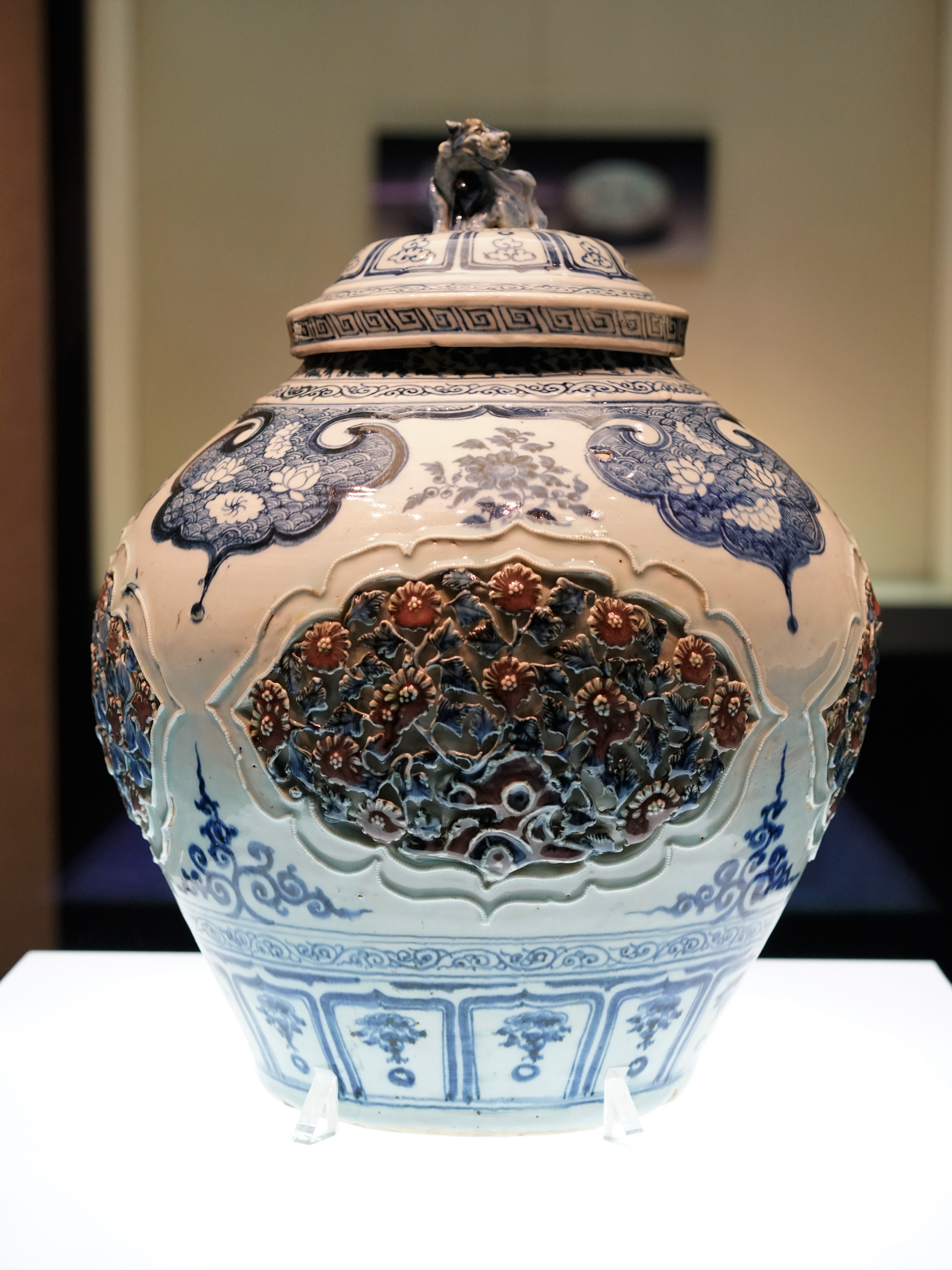
Раскопанная в Баодине фарфоровая ваза с цветочным орнаментом в красной и синей глазури

Наследование власти в империи Юань было сопряжено с трудностями и внутренней борьбой. Эта проблема возникла ещё в конце правления Хубилая. Сначала Хубилай провозгласил наследником (кит. 皇太子) своего старшего сына Чжэнь-цзиня (кит. 真金), но он умер ещё в 1285 году, до смерти Хубилая. Поэтому Хубилаю наследовал сын Чжэнь-цзиня Тэмур (Олджэйту-хан, 1294—1307). Тэмур оставил империю примерно в том же состоянии, в каком унаследовал её от Хубилая, хотя его правление и не отмечено какими-либо особыми достижениями. Он продолжил экономические преобразования, начатые Хубилаем, и при его правлении империя оправилась от неудач, связанных в первую очередь с поражениями в Дайвьете и Тямпе. Администрация Тэмура благоприятствовала конфуцианству, и вскоре после вступления на трон Тэмур издал указ, предписывающий почитать Конфуция. В то же время монгольский двор отказался признать все принципы конфуцианства. Тэмур также отказался от политики преследования даосов, проводимой Хубилаем, а в 1294 году запретил производство и продажу спиртных напитков. Администрация Тэмура не стремилась любой ценой собрать как можно больше налогов, и во время его правления вся империя Юань несколько раз освобождалась от уплаты налогов. В 1302 году были введены ставки налога, и сбор налогов выше установленных норм был запрещён. При этом финансовая ситуация государства ухудшилась за время правления Тэмура, денежные резервы уменьшились, что подорвало доверие к бумажной валюте.
После смерти хана Тэмура на престол взошёл Хайсан (Кулуг-хан). В отличие от своего предшественника, он не продолжал дело Хубилая, а скорее отвергал его. Хайсан вёл политику, называемую «Новый курс», основой которой была денежная реформа. Во время его короткого правления (1307—1311), правительство Юань испытывало финансовые затруднения, отчасти из-за неправильных решений, принятых Хайсаном. Ко времени его смерти Китай находился в тяжёлом финансовом положении, и империя столкнулась с народным недовольством.
Четвёртый юаньский император Аюрбарибада (Буянту-хан) был компетентным правителем. Он был первым среди преемников Хубилая, кто активно поддерживал и принимал основы китайской культуры, вызвав недовольство части монгольской элиты. Аюрбарибада был учеником Ли Мэна, конфуцианского учёного. Он провёл много реформ, в том числе ликвидировал Управление государственных дел (кит. 尚书省), что повлекло казни пяти высших чиновников. Начиная с 1313 года для будущих чиновников были возобновлены государственные экзамены, на которых проверялось их знание важнейших исторических трудов. Кроме того, при Аюрбарибаде было кодифицировано большинство законов, а также опубликовано или переведено множество китайских книг и работ.
Шидэбала (Гэгэн-хан), сын и преемник Аюрбарибады, продолжал политику своего отца по реформированию правительства, основанного на конфуцианских принципах, с помощью вновь назначенного великого канцлера Байджу.

### Поздняя Юань

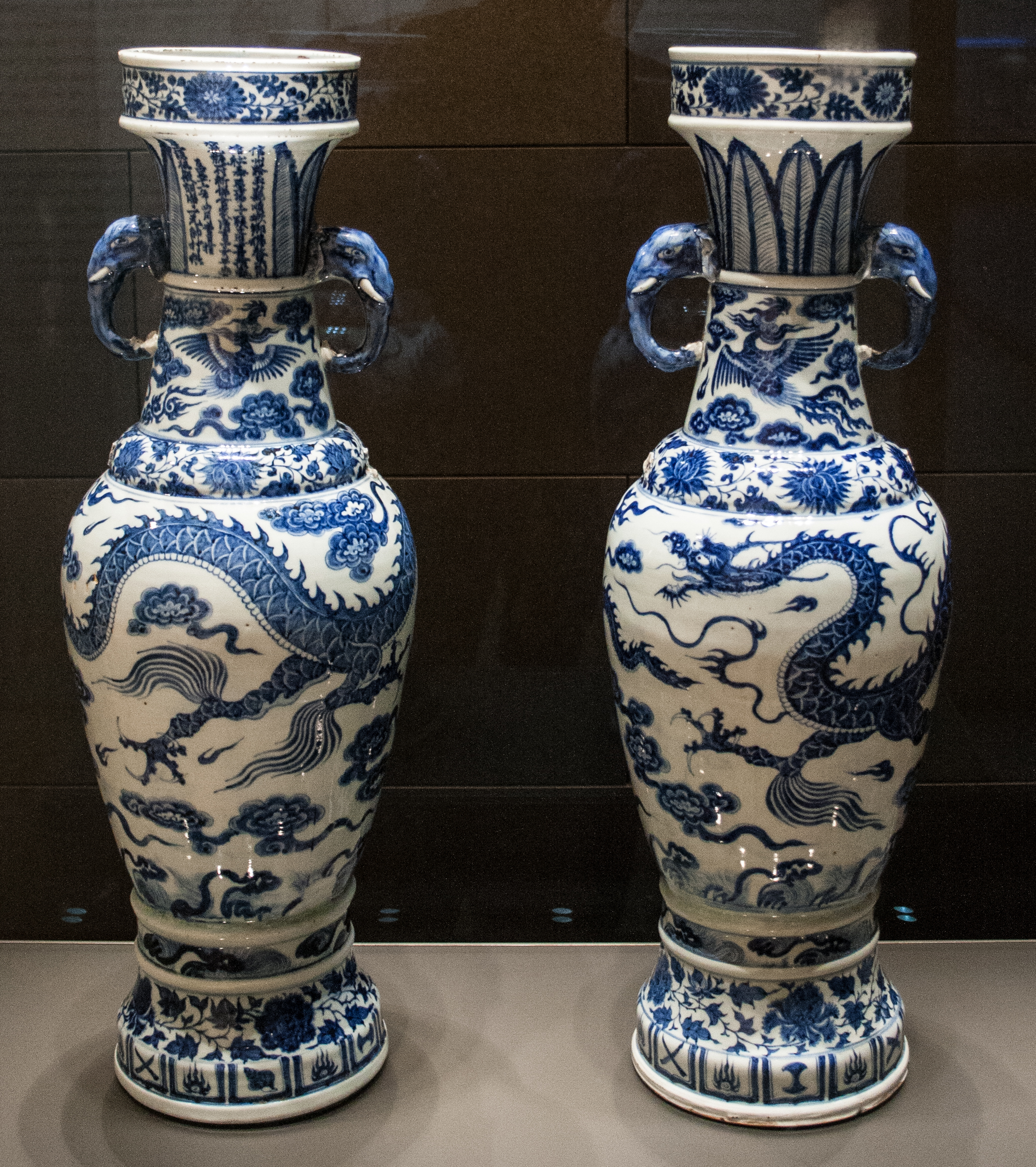
Сине-белые вазы, около 1351 г. Британский музей (Лондон)

Последние годы существования империи Юань были отмечены мятежами и голодом среди населения. Со временем наследники хана Хубилая потеряли всё своё влияние на другие земли бывшей Монгольской империи, а монголы за пределами Поднебесной видели в них китайцев. Постепенно они потеряли влияние в Китае. Периоды правления императоров Юань в этот период были короткими, наполненными интригами и соперничеством. Незаинтересованные в управлении, они были отделены и от армии и от простого народа. Китай раздирали распри и беспорядки; преступники разоряли страну, не встречая сопротивления со стороны ослабленных юаньских армий.
Несмотря на достоинства своего правления Шидэбала правил всего в течение двух лет (1321—1323); его правление закончилось в результате государственного переворота пяти князей. Они посадили на трон Есун-Тэмура, и после неудачной попытки успокоить князей он также был убит. До царствования Есун-Тэмура, Китай был относительно свободным от крупных восстаний после правления Хубилая. В начале XIV века количество восстаний росло. Появление этих восстаний и последующее их подавления усугублялось финансовыми трудностями правительства. Правительство было вынуждено принять некоторые меры по повышению доходов, таких как продажа должностей, повышение налогов, а также сокращение расходов по некоторым пунктам.
Когда Есун-Тэмур умер в Шанду в 1328 году, Туг-Тэмур был отозван в Даду командующим Эль-Тэмуром. Он был поставлен императором в Даду, в то время как сын Есун-Тэмура Раджапика вступил на престол в Шанду при поддержке Даулет-шаха, фаворита покойного императора. При поддержке князей и чиновников в Северном Китае и некоторых других членов династии, Tуг-Тэмур в конечном итоге победил в гражданской войне Раджапику (1329). Затем Tуг-Тэмур отрёкся от престола в пользу своего брата Хошилы, поддержанного чагатаидом Элджигидеем, и объявил о намерении Даду приветствовать его. Однако Хошила внезапно умер через 4 дня после банкета с Tуг-Тэмуром. Предположительно, он был отравлен Эл-Тэмуром, а Туг-Тэмур был возвращён на трон. Tуг-Тэмур отправил своих представителей в западные монгольские ханства — Золотую Орду и государство Хулагуидов, чтобы его признали как верховного правителя Монгольского мира. Однако, по большому счёту, в последние три года своего правления Туг-Тэмур был лишь марионеткой могущественного Эл-Тэмура. Последний провёл чистку, устранив поддерживавших Хошилу, и передал власть военачальникам, чьё деспотическое правление чётко обозначило упадок династии.
В то время как чиновничий аппарат контролировался Эл-Тэмуром, Tуг-Темур известен своим культурным вкладом. Он принял ряд мер для конфуцианства и продвижения китайских культурных ценностей. Он покровительствовал китайскому языку и основал Академию Литературы (китайский: 奎章阁学士院). Академия отвечала за сбор и публикацию ряда книг, но наиболее важным достижением было составление огромного институционального сборника названного «Цзинши дадянь» (кит. трад. 经世大典). Он поддерживал неоконфуцианство Чжу Си, а сам обратился в буддизм.
После смерти Tуг-Тэмура в 1332 году и последовавшей в конце того же года смерти Иринджибала 13-летний Тогон-Тэмур, последний из девяти наследников Хубилая, был отозван из Гуанси и вступил на престол. Баян устранил оппозицию юному императору, затем закрыл Академию Ханьлинь и отменил экзамены на должность, а в 1340 году был казнён в результате интриг. Тогто проявил себя как активный политик: возобновил экзаменацию, снизил налоги и продолжил строительство Великого канала. Когда в 1355 году он также был казнён в результате интриг при дворе, центральная власть потеряла контроль над страной. Ряд монгольских полководцев на севере вёл независимую политику (в том числе Болод Тэмур, Цаган Тэмур и Хух Тэмур).
Во второй половине правления Тогон-Тэмура страна перенесла ряд наводнений, массовый голод, эпидемии, в области государственной политики недовольство инфляцией и принудительными работами (в том числе на постройке канала). Это послужило подъёму национально-освободительного движения на основе эсхатологических настроений. В 1351 году оно вылилось в т. н. Восстание красных повязок. В 1356 году один из вождей повстанцев, Чжу Юаньчжан занял Нанкин и создал государственный аппарат, распространив свою власть на юге Китая и устранив конкурентов. После этого междоусобицы среди монгольских владык на севере Китая в 1360 годах обратили на себя внимание Чжу Юаньчжана, и в 1368 году под ударами его войск Пекин пал, а Тогон-Тэмур с супругой и двором бежал в северную столицу империи, Шанду. В том же году Чжу Юаньчжан перенёс свою столицу из Нанкина в Пекин и провозгласил себя императором империи Мин. На следующий год он взял Шанду, а Тоган Тэмур бежал в Инчан (应昌), где в 1370 году умер. На престол взошёл его сын Аюширидара, провозгласивший эру Северная Юань.
Басалаварми, князь Лян, создал отдельный очаг сопротивления силам Мин в провинциях Юньнань и Гуйчжоу, но его войска были окончательно разбиты Мин в 1381 году.

## Государственное устройство

### Социальные классы
В политическом плане система правления, созданная Хубилай-ханом, была продуктом компромисса между монгольским вотчинным феодализмом и традиционной китайской самодержавно-бюрократической системой. Тем не менее, в социальном плане образованная китайская элита в целом не пользовалась той степенью уважения, которой она пользовалась ранее при коренных китайских династиях. Хотя традиционная китайская элита не получила своей доли власти, монголы и семурены (иностранцы из Средней и Ближней Азии и западной части империи) в значительной степени оставались чуждыми основной китайской культуре, и эта дихотомия придавала имперскому режиму Юань несколько сильную «колониальную» окраску. Неравные права, возможно, связаны с боязнью передачи власти этническим китайцам, находящимся под их правлением. Монголы и семурены получили определенные преимущества в государстве, и это продолжалось даже после восстановления имперского экзамена в начале XIV века.
Монголы нанимали иностранцев задолго до правления Хубилая, основателя империи Юань. Но при Хубилае в Китае была введена иерархия. Население делилось на следующие классы:
- Монголы;
- Семурены — иностранцы с запада, в их число входили: уйгуры, тибетцы, тангуты, персы, арабы, евреи, европейцы, мусульмане и несториане из Средней Азии;
- Хань — этнические китайцы бывшего государства Цзинь, включая киданей, чжурчжэней, а также корейцев;
- Южане — этнические китайцы бывшего государства Южная Сун, включая также этнические меньшинства, проживающие на юге Китая.

## Наука и техника

### Математика

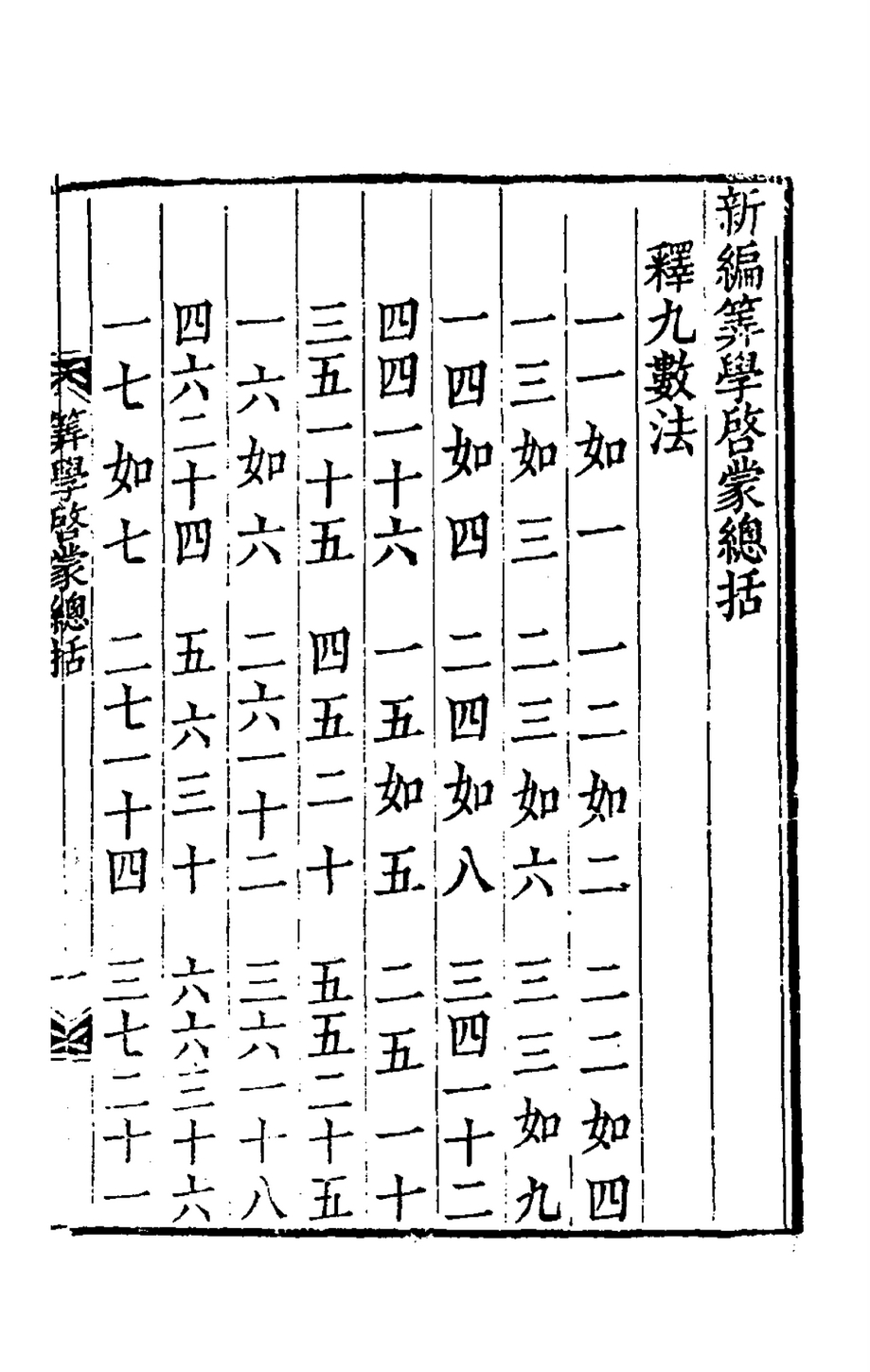
«Введение в учение о счёте» Чжу Шицзе, XIV в.

Успехи в полиномиальной алгебре были сделаны математиками в эпоху Юань. Математик Чжу Шицзе (1249—1314) решал одновременные уравнения с числом неизвестных до четырех, используя прямоугольный массив коэффициентов, эквивалентный современным матрицам. Чжу использовал метод исключения, чтобы свести одновременные уравнения к одному уравнению только с одним неизвестным. Его метод описан в "нефритовом зеркале четырех неизвестных", написанном в 1303 году. Первые страницы содержат диаграмму треугольника Паскаля. В книге также рассматривается суммирование конечного арифметического ряда.
Го Шоуцзин применил математику к построению календарей. Он был одним из первых математиков в Китае, работавших над сферической тригонометрией. Го вывел кубическую интерполяционную формулу для своих астрономических расчетов. Его календарь, Шуши Ли (《 授時暦》; Time Granting Calendar), был распространен в 1281 году как официальный календарь империи Юань . На календарь, возможно, повлияли только работы астронома империи Сун Шэнь Ко или, возможно, работы арабских астрономов. В календаре Шуши нет явных признаков мусульманского влияния, но известно, что монгольские правители интересовались мусульманскими календарями. Математические знания с Ближнего Востока были введены в Китай при монголах, а мусульманские астрономы принесли арабские цифры в Китай в XIII веке.

### Медицина
Врачи двора Юань происходили из разных культур. Целители делились на немонгольских врачей, называемых отачи, и традиционных монгольских шаманов. Монголы характеризовали врачей отачи тем, что они использовали растительные средства, которые отличались от духовных средств монгольского шаманизма. Врачи получали официальную поддержку от правительства Юань и получали особые юридические привилегии. Хубилай создал Императорскую медицинскую академию для управления медицинскими трактатами и обучения новых врачей. Конфуцианские ученые были привлечены к медицинской профессии, потому что она обеспечивала высокий доход, а медицинская этика была совместима с конфуцианскими добродетелями.
Китайская медицинская традиция Юань имела «четыре великие школы», которые Юань унаследовал от империи Цзинь. Все четыре школы были основаны на одном и том же интеллектуальном фундаменте, но отстаивали различные теоретические подходы к медицине. При монголах практика китайской медицины распространилась и на другие части империи. Китайские врачи были привлечены во время военных кампаний монголов, когда они расширялись на запад. Китайские медицинские методы, такие как иглоукалывание, прижигание, пульсовая диагностика, а также различные растительные лекарства и эликсиры были переданы на запад, на Ближний Восток и в остальную часть империи. В период Юань было сделано несколько медицинских достижений. Врач Вэй Илинь (1277—1347) изобрел суспензионный метод вправления вывихнутых суставов, который он выполнял с помощью анестетиков. Монгольский врач Ху Сыхуэй описал важность здорового питания в медицинском трактате 1330 года.
Западная медицина также практиковалась в Китае несторианскими христианами Юаньского двора, где его иногда называли хуэйхуэй или мусульманской медициной. Несторианский врач Иисус Толкователь основал управление западной медицины в 1263 году во время правления Хубилая . Врачи хуэйхуэй, работающие в двух императорских больницах, отвечали за лечение императорской семьи и придворных. Китайские врачи выступали против западной медицины, потому что ее гуморальная система противоречила философии инь и ян и у-син, лежащей в основе традиционной китайской медицины. Ни один китайский перевод западных медицинских работ не известен, но не исключено, что китайцы имели доступ к «Канону врачебной науки» Ибн Сины.

### Печать и издательское дело
Монгольские правители покровительствовали печатной промышленности Юань. Китайская технология печати была передана монголам через государство Кочо и тибетских посредников. Некоторые юаньские документы, такие как «Нонг Шу» Ван Чжэня, были напечатаны с помощью глиняного подвижного шрифта – технологии, изобретенной в XII веке. Однако большинство опубликованных работ по-прежнему производилось с использованием традиционных методов блочной печати. Публикация даосского текста с именем Дорегене хатун, жены Угэдэя, является одной из первых печатных работ, спонсируемых монголами. В 1273 году монголы создали Императорское библиотечное управление – государственную типографию. Правительство Юань создало центры печати по всему Китаю. Местные школы и правительственные учреждения финансировались для поддержки издания книг.
Частные типографии также процветали при Юань. Они издавали разнообразные произведения, печатали учебные, литературные, медицинские, религиозные и исторические тексты. Объём печатной продукции был огромен. В 1312 году 1000 экземпляров буддийского текста, комментируемого Косги Одсиром, были напечатаны только в Пекине. К 1328 году годовой объём продаж печатных календарей и альманахов достиг более трех миллионов в империи Юань.
Одним из наиболее заметных применений технологии печати был чау, бумажные деньги Юань. Чау были сделаны из коры тутовых деревьев. Правительство Юань использовало деревянные блоки для печати бумажных денег, но в 1275 году перешло на бронзовые пластины. Монголы экспериментировали с созданием бумажной денежной системы китайского образца на контролируемых монголами территориях за пределами Китая. Юаньский министр Болад был отправлен в Иран, где он объяснил юаньские бумажные деньги двору Ильханата Гайхату. Правительство Ильханата выпустило бумажные деньги в 1294 году, но общественное недоверие к экзотической новой валюте обрекло эксперимент на провал.

## Культура

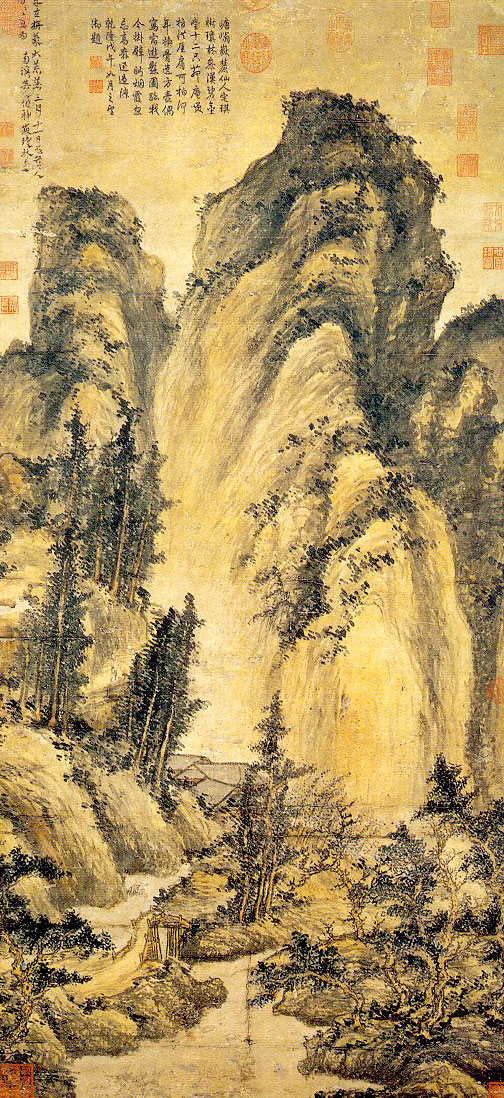
«Небесные горы», Фан Конги, 1365 г.

Во времена империи Юань существовало множество религий, таких как буддизм, ислам, христианство и манихейство. Создание государства Юань резко увеличило число мусульман в Китае. Однако, в отличие от западных ханств, империя Юань никогда не обращалась в ислам. Вместо этого Хубилай, основатель империи Юань, отдавал предпочтение буддизму, особенно тибетскому варианту. В результате тибетский буддизм стал фактически государственной религией. Департамент высшего уровня и правительственное учреждение, известное как Бюро буддийских и тибетских дел (Сюаньчжэн Юань), было создано в Ханбалыке для надзора за буддийскими монахами по всей империи. Поскольку Хубилай почитал только секту Сакья тибетского буддизма, другие религии стали менее важными. Он и его преемники держали при дворе императорского наставника Сакья (Диши). До конца существования империи Юань 14 лидеров секты Сакья занимали пост Императорского наставника, тем самым обладая особой властью. В то же время монголы импортировали центральноазиатских мусульман, чтобы служить администраторами в Китае, монголы также посылали китайцев и киданей из Китая, чтобы служить администраторами над мусульманским населением в Бухаре в Центральной Азии, используя иностранцев, чтобы ограничить власть местных народов обеих стран.

### Театр
Юаньская драма классический жанр средневекового китайского театра, составивший главное литературное достояние Китая династии Юань (XIII-XIV века) и послуживший основой для школ традиционного китайского театра, в том числе Пекинской оперы.
Для юаньской драмы свойственны четыре-пять актов, в каждом из которых присутствовал цикл арий одной тональности и с текстами на одну рифму, которые пел лишь один персонаж, мужской или женский, в то время как остальные вели прозаический диалог или декламировали стихи (разве что шут — «чоу» (кит. трад. 丑, пиньинь chŏu) — иногда исполнял комические песенки); между актами или в начале пьесы могла вставляться одна или две «сецзы» (букв. клин) — интермедии с усечённым циклом арий.

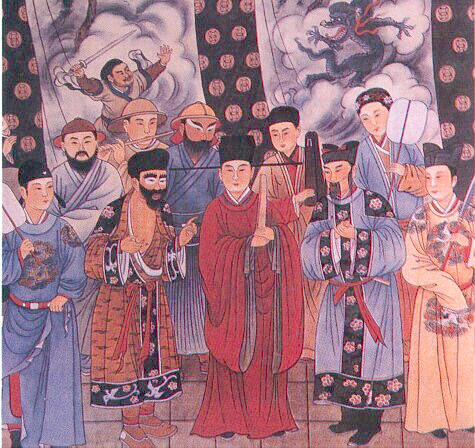
Исполнители юаньской драмы (актёры и музыканты, в том числе монголы в средневековых круглых шапках). Реконструкция настенной росписи храма Гуаншэн в Хунтуне, Шаньси, из альбома изданного в Китае Музеем Истории Общества)

### Предметы искусства эпохи Юань

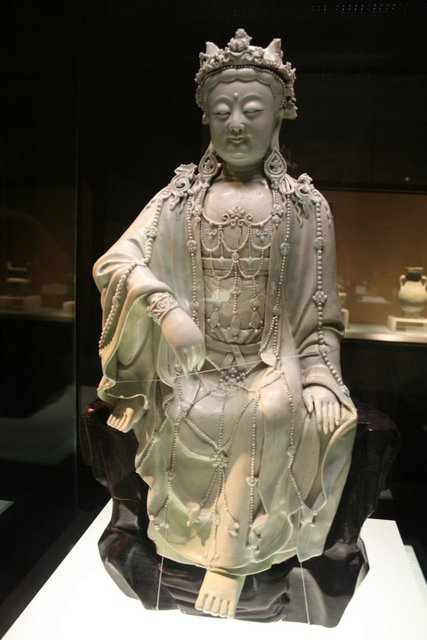
Фарфоровая статуя Будды
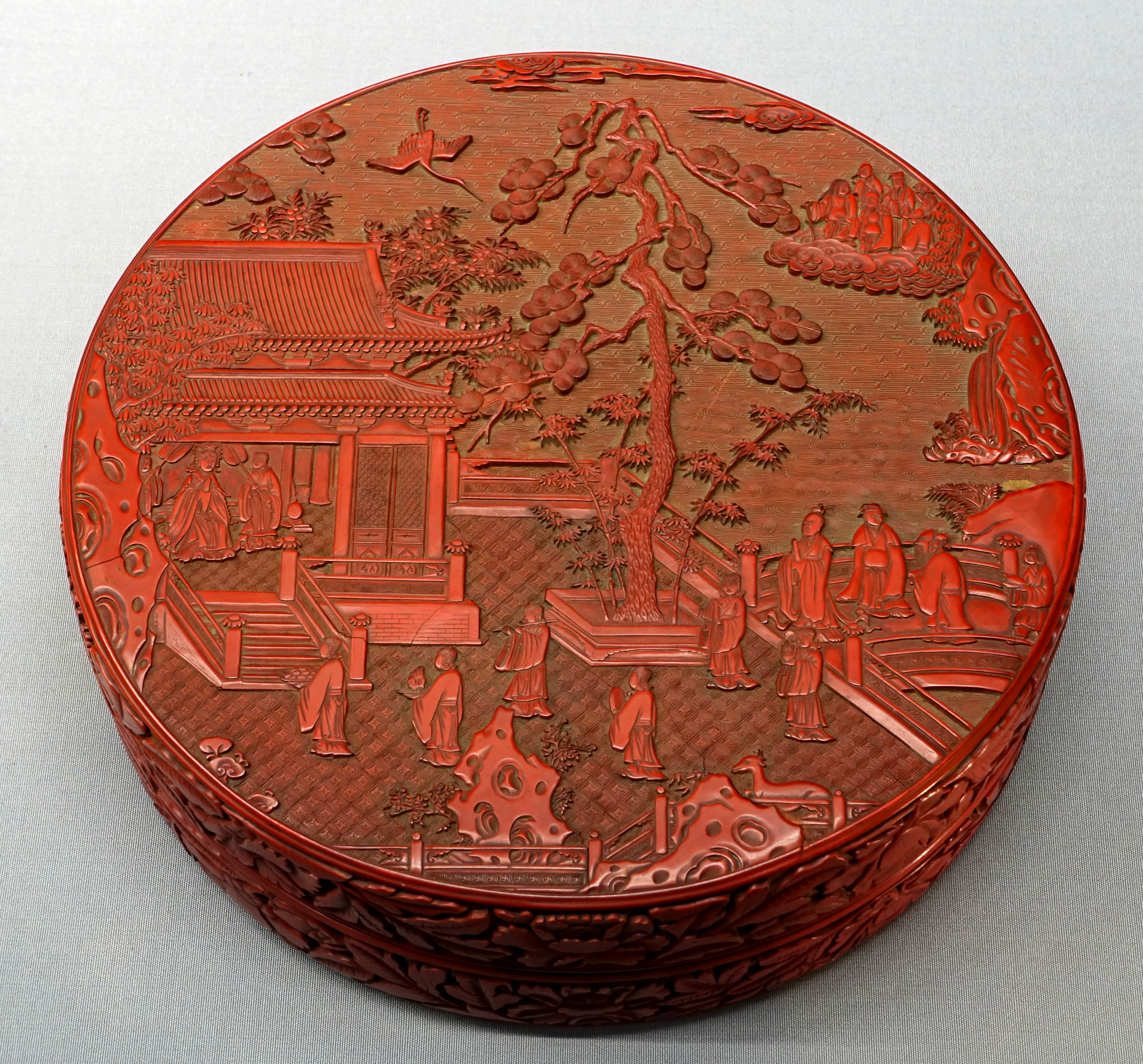
Коробочка с резным лаком
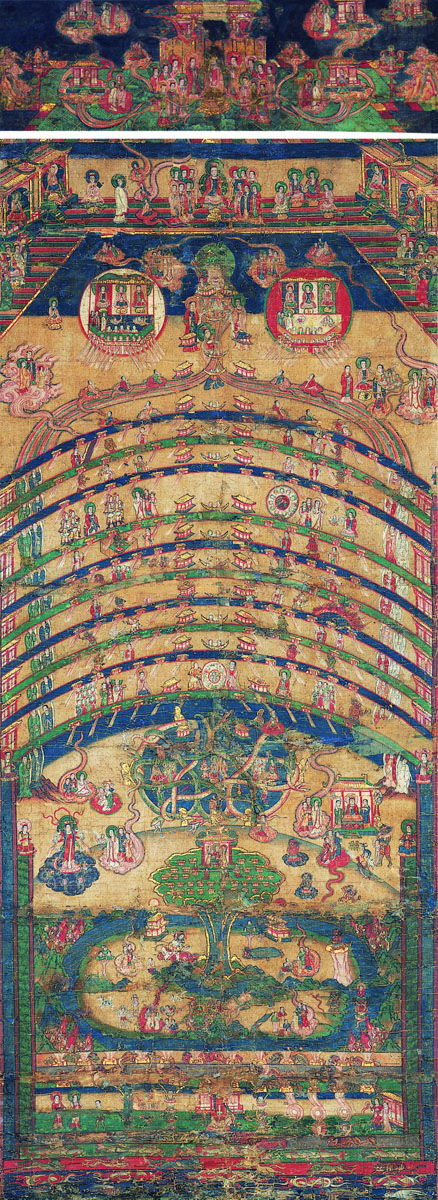
Манихейская диаграмма вселенной. Картина, описывающая манихейскую космологию
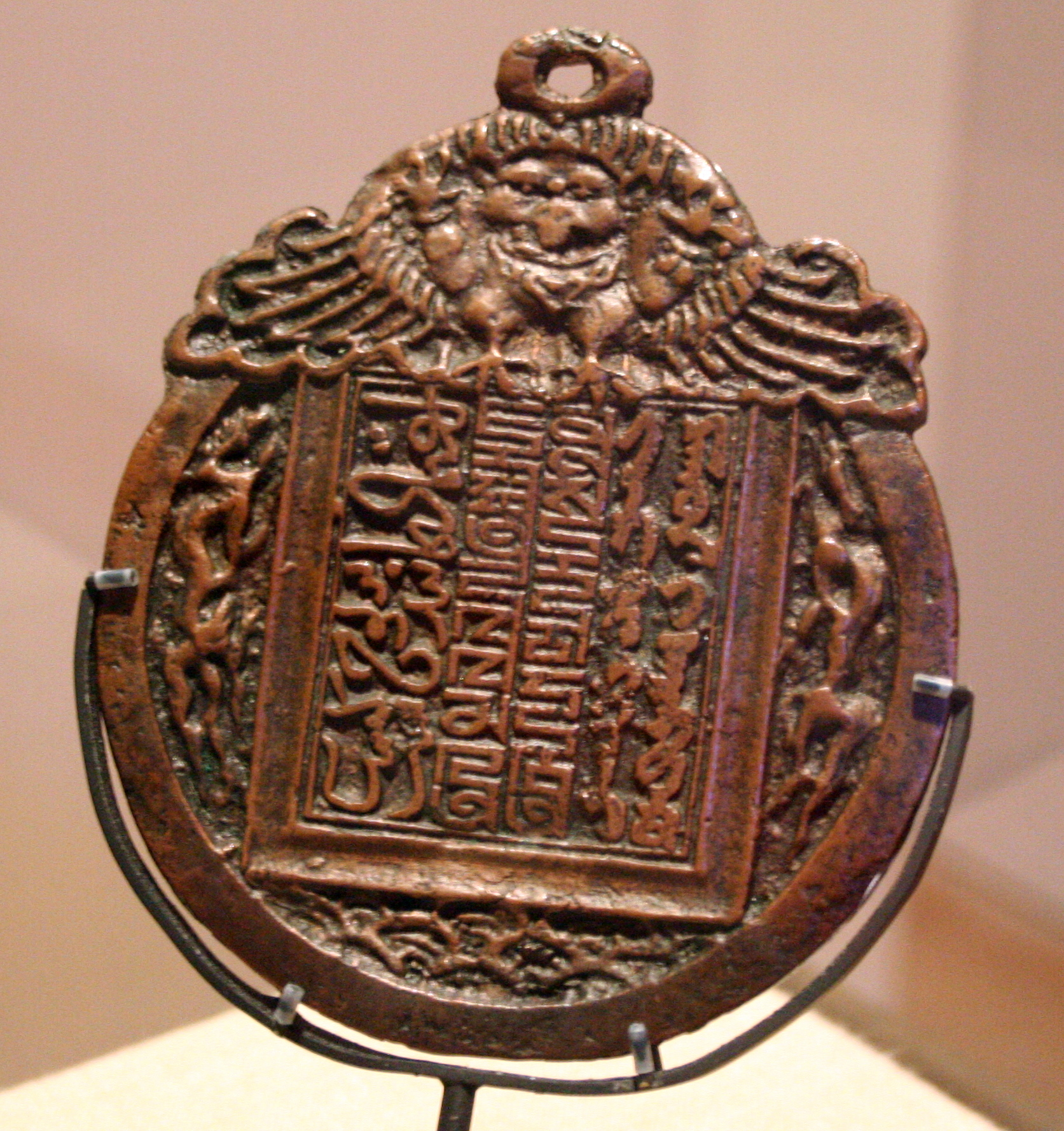
Пайцза с надписями на трёх письменностях — персидском, монгольским квадратным и старомонгольским письмом
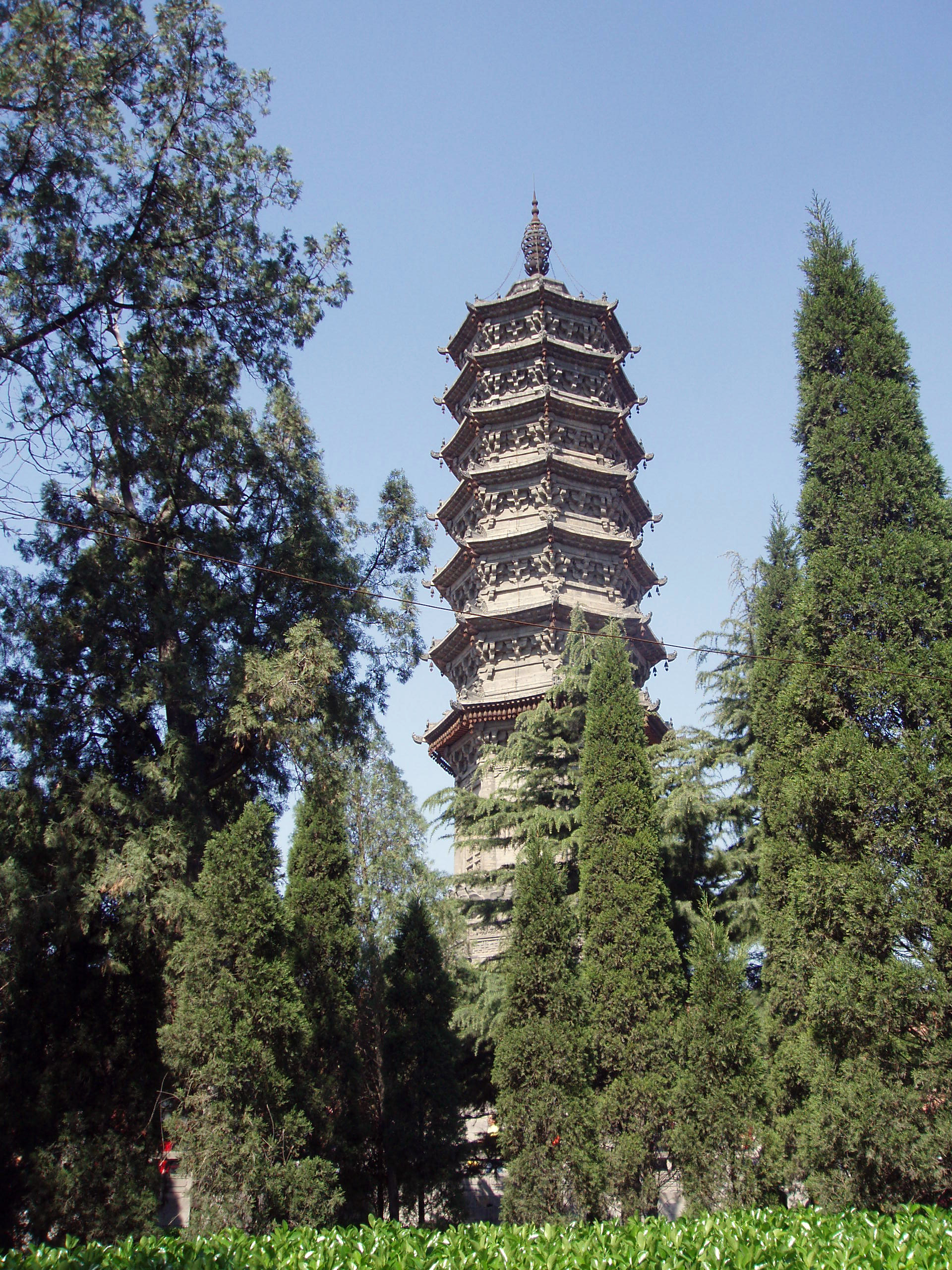
Пагода храма Байлинь
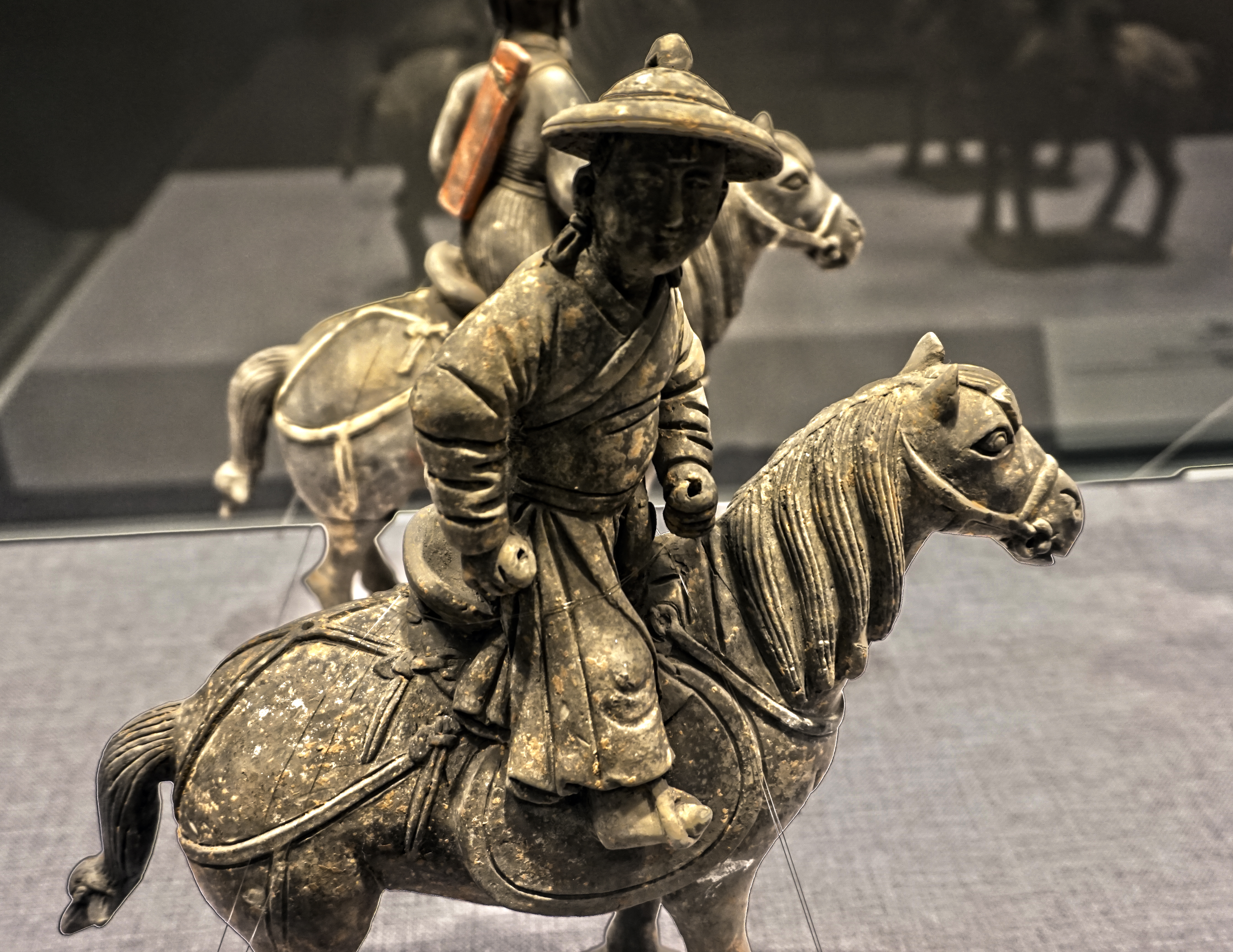
Статуэтка монгольского всадника

## Армия

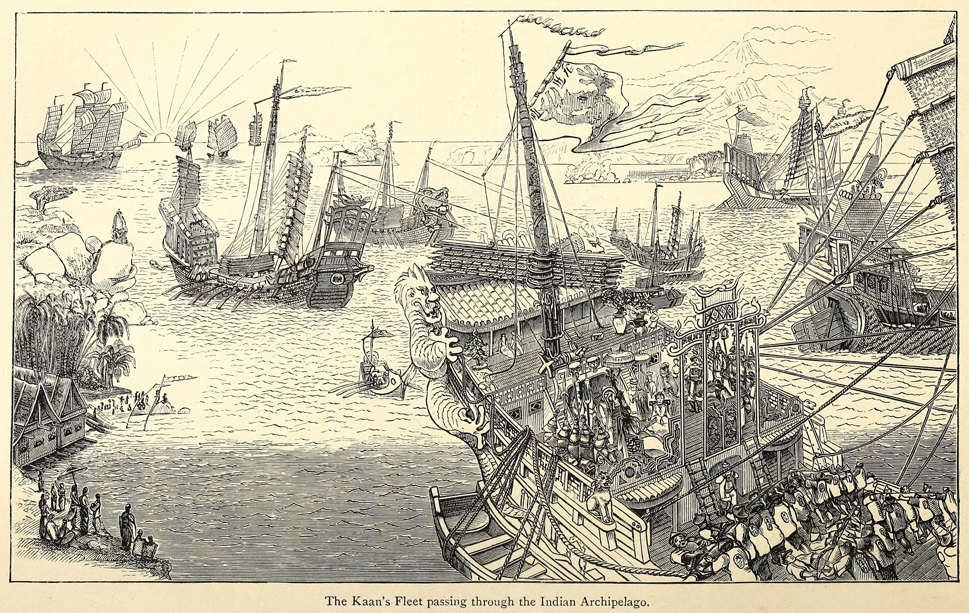
Флот Хубилай-хана

Вооружённые силы монголов в империи Юань развивались под сильным влиянием Китая. Монголы впервые овладели флотом, захватив китайские военные корабли. В армию было набрано множество китайских воинов, служивших, главным образом, в пехоте. Несмотря на это, основой могущества монгольских правителей оставались именно монгольские войска.
Помимо китайцев, в монгольских войсках служили также корейцы, чжурчжэни, кидани и тибетцы. Собственно захваченные в плен воины империи Сун служили главным образом в пехоте и артиллерии. В столице государства располагалась императорская гвардия. К 1352 году в гвардии монгольского хана служили около 100 000 воинов.
Императорская гвардия именовалась кэшик. При Хубилае гвардия была значительно расширена. Были созданы корпуса императорской гвардии из монголов, китайцев, тангутов, карлуков, кипчаков, канглы, русских. Эти новые отряды караульной службы именовались вэй. Также в войсках служили аланы.
Современными потомками кешиктенов являются несколько современных монгольских родов: хэшигтэны, хорчины, арухорчины, торгуты, баатуды, а также носители родового имени кебтеул. Часть иноземных воинов со временем омонголилась. Это тангуты, асуты — потомки аланов и хангины — потомки канглы.
Особую роль в военных и административных делах вплоть до XVII века играли «аймаки пяти ванов» — тавнан. Их называли «пятью опорами» или пятью большими аймаками. Это были уруты, мангуты, джалаиры, хонгираты и икиресы. В 1217 году Чингисхан велел Мухали организовать войска «тамачи пяти дорог» за счет отбора из этих аймаков сильных и крепких воинов. Так появились войска-тамачи. В наступлениях они должны были находиться в авангарде войск, а с захватом объектов, т. е. городов и мест, на них возлагались охранные функции. По мере увеличения численности росли их авторитет и влияние, благодаря чему некоторые тавнаны имели равные права с князьями и такие же привилегии. Со временем тавнан — выходцы из разных племен, перемешанные с монгольскими аристократами, составили многочисленные роды, которые проживают во многих аймаках современной Монголии.

## Императоры Юань
| Портрет | Личное имя  | Монгольское храмовое имя | Годы жизни | Годы правления       | Девиз правления                                                                                | Китайское храмовое имя |
| ------- | ----------- | ------------------------ | ---------- | -------------------- | ---------------------------------------------------------------------------------------------- | ---------------------- |
|         | Хубилай     | Сэцэн-хаган              | 1215—1294  | 1260—1294            | Чжунтун (1260—1264) Чжиюань (1264—1294)                                                        | Ши-цзу                 |
|         | Тэмур       | Олджэйту-хаган           | 1265—1307  | 1294—1307            | Юаньчжэнь (1295—1297) Дадэ (1297—1307)                                                         | Чэн-цзун               |
|         | Хайсан      | Кулуг-хаган              | 1281—1311  | 1307—1311            | Чжида (1308—1311)                                                                              | У-цзун                 |
|         | Аюрбарибада | Буянту-хаган             | 1285—1320  | 1311—1320            | Хуанцин (1311—1314) Яньи (1314—1320)                                                           | Жэнь-цзун              |
|         | Шидэбала    | Гэгэн-хаган              | 1303—1323  | 1320—1323            | Чжичжи (1320—1323)                                                                             | Ин-цзун                |
|         | Есун-Тэмур  | Есунтэмур-хаган          | 1276—1328  | 1323—1328            | Тайдин (1323—1328) Чжихэ (1328)                                                                | Тайдин-ди              |
|         | Раджапика   | Ашидхэв-хаган            | 1320—1328  | 1328                 | Тяньшунь (1328)                                                                                | Тяньшунь-ди            |
|         | Туг-Тэмур   | Джаяту-хаган             | 1304—1332  | 1328—1329, 1329—1332 | Тяньли (1329—1332)                                                                             | Вэнь-цзун              |
|         | Хошила      | Кутукту-хаган            | 1300—1329  | 1329                 | Чжишунь (1329)                                                                                 | Ю-чжу                  |
|         | Иринджибал  | Ринчинбал-хаган          | 1326—1332  | 1332                 | девиз правления отсутствовал                                                                   | Нин-цзун               |
|         | Тогон-Тэмур | Ухагату-хаган            | 1320—1370  | 1333—1368            | Чжишунь (1333) Юаньтун (1333—1335) Чжиюань (1335—1340) Чжичжэн (1340—1368) Чжиюань (1368—1370) | Шунь-ди                |

## Историческая роль
Империя Юань создала ряд прецедентов, которым следовали другие государства позднего имперского периода, а также пост-имперский Китай: многонациональное государство, территориально примерно соответствующее современной КНР, со столицей, сохранившей политическое значение до нынешнего времени. Название империи впервые не соотносилось с территорией какого-либо государства древности, используя при этом эпитет «Великая».

## Символы по западноевропейским источникам
Города Китая, в эпоху монгольской империи Юань, изображены с поднятыми знамёнами с тремя красными полумесяцами. Знамёна можно увидеть во всех городах Восточной Азии в Каталонском атласе.

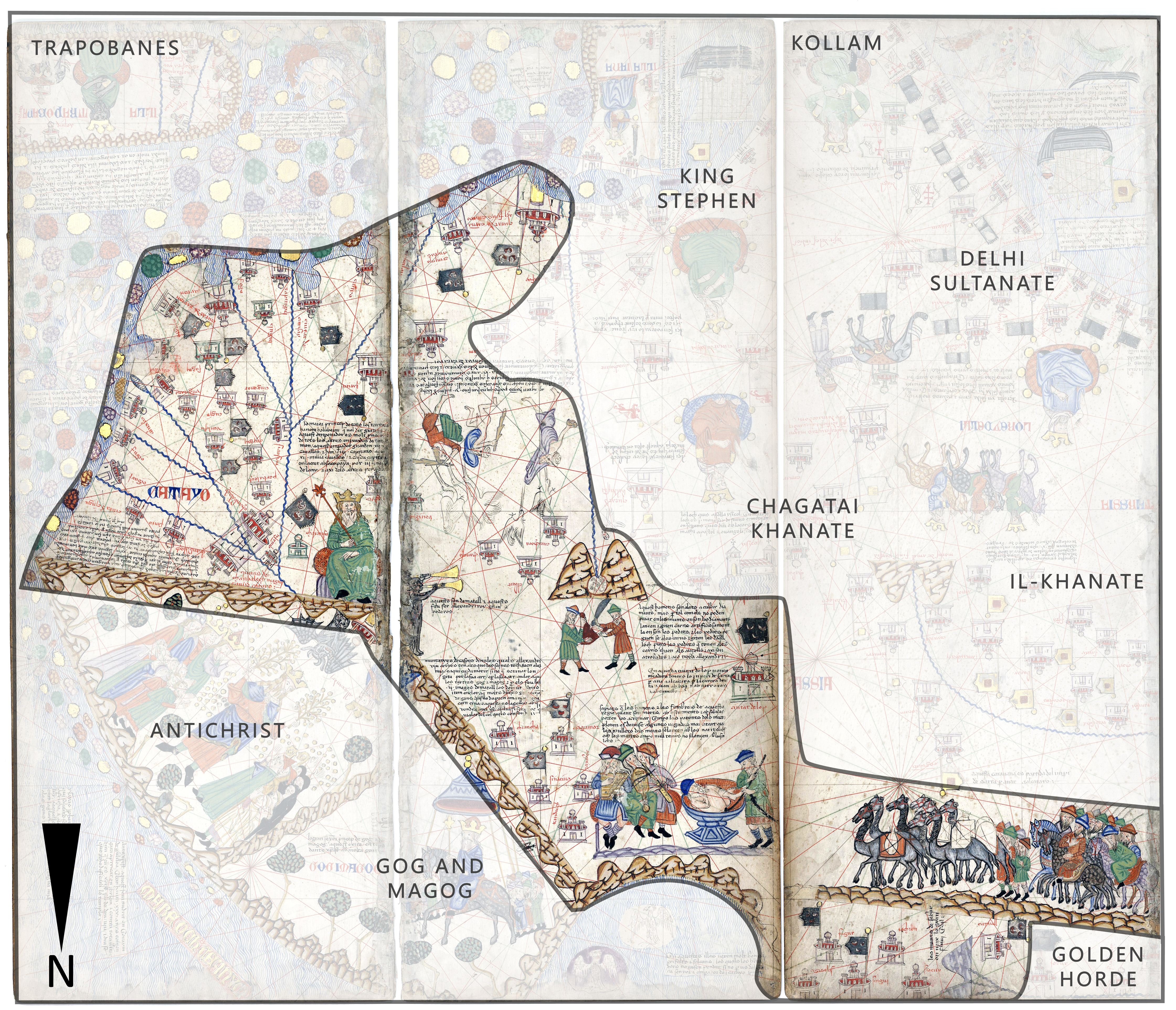
Империя Великого хана (Юань) согласно Каталонскому атласу (карта повернута на 180°). Знамя с тремя красными полумесяцами появляется на всей территории империи Юань